# Nardo Dunchi
Nardo Dunchi (Carrara, 22 febbraio 1914 – Carrara, 7 maggio 2010) è stato uno scultore e partigiano italiano.

## Biografia

### Famiglia
Nardo Dunchi nacque in una famiglia di otto fratelli rimanendo l'ultimo vivente: quattro anni fa morì Emilio, novantaseienne come lui. Nardo Dunchi aveva un figlio Emmanuel Forest, ingegnere, che vive a Parigi.

### Resistenza e mondo della scultura
Compiuti gli studi all'Accademia di Belle Arti di Carrara, in qualità di sottotenente degli alpini si trovava a Cuneo, durante l'Armistizio di Cassibile, l'8 settembre del 1943. Fu lì che conobbe Duccio Galimberti e Ignazio Vian assieme al quale organizzò il primo nucleo combattente partigiano, la "banda di Boves", dando così vita ad una serie di imprese guerriere come "l'iniziativa dell'occupazione di Vinadio nel dicembre 1943 e, sul finire dello stesso mese, l'assalto vittorioso all'aeroporto di Mondovì presidiato dai tedeschi". Nell'autunno del '44 partecipò alla riunione dei maggiori esponenti della resistenza piemontese e ligure per coordinare le azioni dei partigiani.
Rientrato in Toscana si dedicò all'organizzazione dei nuclei partigiani sull'Appennino continuando a dare, così come aveva fatto nelle montagne del cuneese, il suo fattivo contributo alla lotta di liberazione e ricevendo, per gli atti d'eroismo, la medaglia d'argento al valor militare.
Nel dopoguerra, mantenendo vivo il proprio carattere anarchico e libertario anche nell'impegno artistico, ha cercato di risolvere il problema espresso da Arturo Martini (di cui era stato allievo) in "Scultura, lingua morte", creando opere fondate sull'"Armonia delle luci e ombre". Così ha intitolato la sua scultura collocata alla rotatoria d'Avenza, nel comune di Carrara.
Altra opera significativa è il "Cristo la vita" nel cimitero parco di Legnano, per il quale ha anche scolpito e disegnato i lampioni, le panchine, le fontane e i cancelli.
È autore della medaglia commemorativa "emessa a ricordo dei Caduti della Resistenza della città di Boves" e del monumento in piazza "Caduti della Libertà" sempre a Boves.
Ha raccontato i suoi anni di guerra nel suo libro "Memorie partigiane" (Firenze, La Nuova Italia, 1957). Nelle sue "Memorie artistiche", ha espresso la sua visione dell'arte e narrato gli anni passati a Parigi, nel quartiere di Montparnasse, dove faceva parte dell'élite degli artisti di quel periodo.

## Morte e camera ardente
Il 5 maggio 2010 Nardo Dunchi viene colpito da un ictus dal quale non si riprende, muore nella sua casa il 7 maggio all'età di 96 anni.
La cerimonia funebre è stata allestita all'interno della sala consigliare del comune di Carrara, a partire dalle 15:00 di sabato 8 maggio. Domenica 9 maggio alle ore 11:00 si è tenuta una commemorazione ufficiale. Sempre nei locali del consiglio comunale carrarese, è partito il rito funebre alle ore 14:30, sotto iniziativa del sindaco e della giunta comunale.
A fine cerimonia il feretro è stato trasferito a Pisa per essere cremato e l'urna cineraria ricongiunta alla famiglia.